# AFC Ajax in het seizoen 2007/08
Dit is een pagina met diverse statistieken van voetbalclub AFC Ajax uit het seizoen 2007-2008.

## Wedstrijdenverslagen 2007/2008

#### Vriendschappelijk
|                                                                                           |                                                  |                        | | |
| zaterdag 14 juli 2007, 17:00 uur                                                          | VVSB                                             | 0 - 4 (0 - 3)          | Ajax | Opstelling Ajax: |
| Sportpark de Boekhorst, Noordwijkerhout 4.000 toeschouwers Arbiter: Pieter Vink Oefenduel |                                                  |                        | 7' Kennedy Bakırcıoğlu 34' Kennedy Bakırcıoğlu 42' Thembinkosi Fanteni 89' Nicolae Mitea                                                                                    | Dennis Gentenaar, Jurgen Colin, Urby Emanuelson, John Heitinga, Jaap Stam, Kennedy Bakırcıoğlu, Edgar Davids, Gabri, Sameegh Doutie, Thembinkosi Fanteni, Nicolae Mitea Wisselspelers Ajax: Maarten Stekelenburg, Laurent Delorge, George Ogararu, Jan Vertonghen, Vurnon Anita, Jeffrey Sarpong, Wesley Sneijder, Klaas-Jan Huntelaar Wissels Ajax: 46' Dennis Gentenaar Maarten Stekelenburg 46' Jaap Stam George Ogararu 46' Kennedy Bakırcıoğlu Vurnon Anita 46' Edgar Davids Wesley Sneijder 46' Gabri Jan Vertonghen 46' Sameegh Doutie Jeffrey Sarpong 46' Thembinkosi Fanteni Laurent Delorge 46' Nicolae Mitea Klaas-Jan Huntelaar 76' Jan Vertonghen Nicolae Mitea |
|                                                                                           |                                                  |                        | | |
| maandag 16 juli 2007, 19:30 uur                                                           | GFC                                              | 0 - 9 (0 - 6)          | Ajax | Opstelling Ajax: |
| Sportpark de Horst, Goor 3.000 toeschouwers Arbiter: Bas Nijhuis Oefenduel                |                                                  |                        | 12' Klaas-Jan Huntelaar 14' Edgar Davids 16' Wesley Sneijder 25' Nicolae Mitea 31' Wesley Sneijder 37' Wesley Sneijder 56' Gabri 76' Sameegh Doutie 82' Gabri               | Erik Heijblok, Jurgen Colin, Urby Emanuelson, John Heitinga, George Ogararu, Edgar Davids, Gabri, Wesley Sneijder, Kennedy Bakırcıoğlu, Klaas-Jan Huntelaar, Nicolae Mitea Wisselspelers Ajax: Dennis Gentenaar, Jaap Stam, Jeffrey Sarpong, Laurent Delorge, Vurnon Anita, Sameegh Doutie, Thembinkosi Fanteni Wissels Ajax: 26' Nicolae Mitea Jeffrey Sarpong 46' Erik Heijblok Dennis Gentenaar 62' John Heitinga Vurnon Anita 62' Edgar Davids Laurent Delorge 62' Wesley Sneijder Sameegh Doutie 46' Klaas-Jan Huntelaar Thembinkosi Fanteni |
|                                                                                           |                                                  |                        | | |
| woensdag 18 juli 2007, 19:30 uur                                                          | Quick '20                                        | 0 - 8 (0 - 2)          | Ajax | Opstelling Ajax: |
| Sportpark de Vondersweijde, Oldenzaal 4.000 toeschouwers Arbiter: Luuk Hoopman Oefenduel  |                                                  |                        | 23' Wesley Sneijder 25' Jeffrey Sarpong 51' Kennedy Bakırcıoğlu 60' Klaas-Jan Huntelaar 68' Jeffrey Sarpong 73' Kennedy Bakırcıoğlu 79' Wesley Sneijder 90' Wesley Sneijder | Dennis Gentenaar, George Ogararu, Jaap Stam, John Heitinga, Ubry Emanuelson, Gabri, Wesley Sneijder, Edgar Davids, Kennedy Bakırcıoğlu, Klaas-Jan Huntelaar, Jeffrey Sarpong Wisselspelers Ajax: Maarten Stekelenburg, Jurgen Colin, Vurnon Anita, Hedwiges Maduro, Robbert Schilder, John Goossens, Sameegh Doutie, Thembinkosi Fanteni Wissels Ajax: 46' Jaap Stam Jurgen Colin 66' Edgar Davids Vurnon Anita 69' Gabri Hedwiges Maduro 72' Urby Emanuelson Robbert Schilder 76' Jeffrey Sarpong John Goossens 79' Kennedy Bakırcıoğlu Sameegh Doutie 79' Klaas-Jan Huntelaar Thembinkosi Fanteni                                                                          |
|                                                                                           |                                                  |                        | | |
| zaterdag 21 juli 2007, 16:00 uur                                                          | Go Ahead Eagles                                  | 0 - 1 (0 - 0) gestaakt | Ajax | Opstelling Ajax: |
| De Adelaarshorst, Deventer 6.700 toeschouwers Arbiter: Dick Jol Oefenduel                 |                                                  |                        | 25' Klaas-Jan Huntelaar | Maarten Stekelenburg, Jurgen Colin, Urby Emanuelson, John Heitinga, Jaap Stam, Thomas Vermaelen, Kennedy Bakırcıoğlu, Edgar Davids, Gabri, Wesley Sneijder, Klaas-Jan Huntelaar Wisselspelers Ajax: Erik Heijblok, Laurent Delorge, George Ogararu, Vurnon Anita, Sameegh Doutie, Thembinkosi Fanteni, John Goossens Wissels Ajax: |
|                                                                                           |                                                  |                        | | |
| dinsdag 24 juli 2007, 19:45 uur                                                           | Glasgow Rangers                                  | 1 - 1 (1 - 0)          | Ajax | Opstelling Ajax: |
| Ibrox Stadium, Glasgow 32.770 toeschouwers Arbiter: Kenneth Clark Oefenduel               | Carlos Cuéllar 19' Jean-Claude Darcheville 41'   |                        | 23' Kennedy Bakırcıoğlu 61' John Heitinga | Maarten Stekelenburg, Jurgen Colin, Urby Emanuelson, John Heitinga, George Ogararu, Thomas Vermaelen, Kennedy Bakırcıoğlu, John Goossens, Hedwiges Maduro, Wesley Sneijder, Klaas-Jan Huntelaar Wisselspelers Ajax: Dennis Gentenaar, Erik Heijblok, Laurent Delorge, Jaap Stam, Gregory van der Wiel, Dennis Rommedahl, Mitchell Donald, Vurnon Anita Wissels Ajax: 46' John Goossens Dennis Rommedahl 74' Wesley Sneijder Mitchell Donald 80' Hedwiges Maduro Vurnon Anita |
|                                                                                           |                                                  |                        | | |
| zaterdag 28 juli 2007, 15:00 uur                                                          | Falkirk FC                                       | 2 - 1 (1 - 0)          | Ajax | Opstelling Ajax: |
| Falkirk Stadium, Falkirk 3.378 toeschouwers Arbiter: Willie Collum Oefenduel              | Liam Craig 36' Liam Craig 65' Chris Mitchell 88' |                        | 36' Gabri 84' Laurent Delorge | Dennis Gentenaar, Jurgen Colin, John Heitinga, George Ogararu, Thomas Vermaelen, Urby Emanuelson, Gabri, Wesley Sneijder, Kennedy Bakırcıoğlu, Klaas-Jan Huntelaar, Dennis Rommedahl Wisselspelers Ajax: Erik Heijblok, John Goossens, Laurent Delorge, Mitchell Donald, Gregory van der Wiel, Vurnon Anita Wissels Ajax: 46' Kennedy Bakırcıoğlu John Goossens 60' Gabri Laurent Delorge 69' Klaas-Jan Huntelaar Mitchell Donald 85' Wesley Sneijder Gregory van der Wiel 88' Dennis Rommedahl Vurnon Anita |
|                                                                                           |                                                  |                        | | |
| woensdag 28 mei 2008, 19:30 uur                                                           | DVS '33                                          | 0 - 3 (0 - 1)          | Ajax | Opstelling Ajax: |
| Sportpark DVS, Ermelo 2.500 toeschouwers Arbiter: Roelof Luinge Oefenduel                 |                                                  |                        | 27' Javier Martina 50' Chakib Tayeb 83' Jeffrey Sarpong | Marco van Duin, Nathaniel Will, Rasmus Lindgren, Toby Alderweireld, Donovan Slijngard, Jan-Arie van der Heijden, Mitchell Donald, Jeffrey Sarpong, Javier Martina, Chakib Tayeb, John Goossens Wisselspelers Ajax: Koen Verhoeff, Murat Yildirim, Marijn Sterk Wissels Ajax: ('46) Marco van Duin Koen Verhoeff ('46) Donovan Slijngard Murat Yildirim ('46) Toby Alderweireld Marijn Sterk |

#### LG Amsterdam Tournament 2007
| |                                         |               |                                                              | |
| donderdag 2 augustus 2007, 20:45 uur                                                                            | Ajax                                    | 2 - 0 (0 - 0) | Atlético Madrid                                              | Opstelling Ajax: |
| Amsterdam ArenA, Amsterdam 15.000 toeschouwers Arbiter: Eric Braamhaar Eerste wedstrijd LG Amsterdam Tournament | Gabri 45' Wesley Sneijder 59' Gabri 90' |               | 72' Luis Garcia                                              | Maarten Stekelenburg, Jurgen Colin, George Ogararu, Jaap Stam, Thomas Vermaelen, Urby Emanuelson, Gabri, John Heitinga, Wesley Sneijder, Kennedy Bakırcıoğlu, Klaas-Jan Huntelaar Wisselspelers Ajax: Dennis Gentenaar, Gregory van der Wiel, Vurnon Anita, John Goossens, Hedwiges Maduro, Dennis Rommedahl, Mitchell Donald Wissels Ajax: 46' Jaap Stam Hedwiges Maduro 46' Kennedy Bakırcıoğlu Dennis Rommedahl 74' Klaas-Jan Huntelaar Mitchell Donald |
| |                                         |               |                                                              | |
| zaterdag 4 augustus 2007, 21:15 uur                                                                             | Ajax                                    | 0 - 1 (0 - 0) | Arsenal FC                                                   | Opstelling Ajax: |
| Amsterdam ArenA, Amsterdam 30.000 toeschouwers Arbiter: Kevin Blom Tweede wedstrijd LG Amsterdam Tournament     | Thomas Vermaelen 17' Jurgen Colin 27'   |               | 28' Robin van Persie 37' William Gallas 86' Robin van Persie | Maarten Stekelenburg, Jurgen Colin, George Ogararu, Gregory van der Wiel, Thomas Vermaelen, Urby Emanuelson, John Heitinga, Hedwiges Maduro, Wesley Sneijder, Kennedy Bakırcıoğlu, Klaas-Jan Huntelaar Wisselspelers Ajax: Erik Heijblok, Vurnon Anita, John Goossens, Dennis Rommedahl, Mitchell Donald Wissels Ajax: 23' Gregory van der Wiel Dennis Rommedahl 75' Hedwiges Maduro Mitchell Donald                                                       |

###### Eindstand LG Amsterdam Tournament 2007
|    | Team            | Gespeeld | Gewonnen | Gelijk | Verloren | Doelpunten | Punten |
| -- | --------------- | -------- | -------- | ------ | -------- | ---------- | ------ |
| 1. | Arsenal FC      | 2        | 2        | 0      | 0        | 3          | 9      |
| 2. | Atlético Madrid | 2        | 1        | 0      | 1        | 3          | 6      |
| 3. | Ajax            | 2        | 1        | 0      | 1        | 2          | 5      |
| 4. | Lazio Roma      | 2        | 0        | 0      | 2        | 2          | 2      |

- Op het LG Amsterdam Tournament 2007 krijgen de clubs naast het traditionele puntensysteem ook een punt voor elk gescoord doelpunt.

#### Johan Cruijff Schaal 2007
|                                                                                          |                                                 |               |                    | |
| zaterdag 11 augustus 2007, 20:00 uur                                                     | Ajax                                            | 1 - 0 (1 - 0) | PSV                | Opstelling Ajax: |
| Amsterdam ArenA, Amsterdam 47.500 toeschouwers Arbiter: Ruud Bossen Johan Cruijff Schaal | Gabri 43' Mitchell Donald 77' John Heitinga 83' |               | 83' Ismaïl Aissati | Maarten Stekelenburg, Jurgen Colin, George Ogararu, Jaap Stam, Thomas Vermaelen, Kennedy Bakırcıoğlu, Urby Emanuelson, Gabri, John Heitinga, Klaas-Jan Huntelaar, Dennis Rommedahl Wisselspelers Ajax: Dennis Gentenaar, Vurnon Anita, John Goossens, Jeffrey Sarpong, Gregory van der Wiel, Mitchell Donald, Hedwiges Maduro Wissels Ajax: 25' George Ogararu Gregory van der Wiel 46' Jaap Stam Mitchell Donald 81' Kennedy Bakırcıoğlu Hedwiges Maduro |

#### KNVB beker 2007/2008

##### Tweede ronde
|                                                                                                  |                                                               |                                   |                                         | |
| woensdag 26 september 2007, 20:00 uur                                                            | Kozakken Boys                                                 | 1 - 2 (0 - 1) winst na verlenging | Ajax                                    | Opstelling Ajax: |
| Sportpark de Zwaaier, Werkendam 5.000 toeschouwers Arbiter: Jan Wegereef Tweede Ronde KNVB Beker | Elroy Boonstoppel 26' Samuel Scheimann 29' Willem Looijen 88' |                                   | 26' John Heitinga 104' Dennis Rommedahl | Erik Heijblok, Urby Emanuelson, George Ogararu, Gregory van der Wiel, Gabri, John Heitinga, Hedwiges Maduro, Jan Vertonghen, Albert Luque, Luis Suárez, Ismael Urzaíz Wisselspelers Ajax: Marco van Duin, Jurgen Colin, Robbert Schilder, Klaas-Jan Huntelaar, Siem de Jong, Mitchell Donald, Dennis Rommedahl Wissels Ajax: 46' Gabri Mitchell Donald 68' Ismael Urzaíz Dennis Rommedahl 80' Jan Vertonghen Siem de Jong |

##### Derde ronde
|                                                                                            |                                                              |               |                                         | |
| woensdag 31 oktober 2007, 20:45 uur                                                        | Ajax                                                         | 3 - 1 (2 - 0) | Sc Heerenveen                           | Opstelling Ajax: |
| Amsterdam ArenA, Amsterdam 18.724 toeschouwers Arbiter: Ruud Bossen Derde Ronde KNVB Beker | John Heitinga 7' Hedwiges Maduro 28' Klaas-Jan Huntelaar 67' |               | 72' Michael Bradley 74' Michael Bradley | Dennis Gentenaar, George Ogararu, John Heitinga, Gregory van der Wiel, Jan Vertonghen, Gabri, Hedwiges Maduro, Siem de Jong, Albert Luque, Klaas-Jan Huntelaar, Luis Suárez Wisselspelers Ajax: Erik Heijblok, Jurgen Colin, Mitchell Donald, Ismael Urzaíz, Dennis Rommedahl, Kennedy Bakırcıoğlu, Robbert Schilder Wissels Ajax: 60' Luis Suárez Dennis Rommedahl 71' Albert Luque Kennedy Bakırcıoğlu 78' Siem de Jong Robbert Schilder |

##### Achtste finale
|                                                                                              |                                                                                           |               |                                                                      | |
| woensdag 16 januari 2008, 20:45 uur                                                          | NAC                                                                                       | 4 - 2 (1 - 0) | Ajax                                                                 | Opstelling Ajax: |
| Rat Verlegh Stadion, Breda 17.000 toeschouwers Arbiter: Kevin Blom Achtste Finale KNVB Beker | Kurt Elshot 21' Ahmed Ammi 67' Patrick Zwaanswijk 70' Csaba Fehér 72' Anthony Lurling 77' |               | 38' Jan Vertonghen 66' Luis Suárez 76' Kenneth Pérez 86' Luis Suárez | Maarten Stekelenburg, George Ogararu, John Heitinga, Jan Vertonghen, Urby Emanuelson, Mitchell Donald, Kenneth Pérez, Gabri, Kennedy Bakırcıoğlu, Klaas-Jan Huntelaar, Luis Suárez Wisselspelers Ajax: Dennis Gentenaar, Hedwiges Maduro, Jeffrey Sarpong, Robbert Schilder, Siem de Jong, Dennis Rommedahl, Albert Luque Wissels Ajax: 46' Mitchell Donald Siem de Jong 63' Kennedy Bakırcıoğlu Dennis Rommedahl 72' Urby Emanuelson Albert Luque |

#### Voorronde UEFA Champions League 2007/2008
| |                                                             |               |                                                               | |
| woensdag 15 augustus 2007, 20:30 uur                                                                  | Ajax                                                        | 0 - 1 (0 - 0) | Slavia Praag                                                  | Opstelling Ajax: |
| Amsterdam ArenA, Amsterdam 30.019 toeschouwers Arbiter: Florian Meyer Voorronde UEFA Champions League | Jurgen Colin 24' John Heitinga 25' Maarten Stekelenburg 74' |               | 10' Stanislav Vlček 61' Marek Suchy 76' (pen.) David Kalivoda | Maarten Stekelenburg, Jurgen Colin, John Heitinga, Jaap Stam, Thomas Vermaelen, Kennedy Bakırcıoğlu, Urby Emanuelson, Gabri, Klaas-Jan Huntelaar, Dennis Rommedahl, Luis Suárez Wisselspelers Ajax: Dennis Gentenaar, Gregory van der Wiel, Hedwiges Maduro, Robbert Schilder, Mitchell Donald, Ismael Urzaíz, Jeffrey Sarpong Wissels Ajax: 72' Luis Suárez Jeffrey Sarpong 82' Dennis Rommedahl Ismael Urzaíz |

| |                                                              |               |                                                   | |
| woensdag 29 augustus 2007, 20:30 uur                                                                         | Slavia Praag                                                 | 2 - 1 (1 - 1) | Ajax                                              | Opstelling Ajax: |
| Stadion Evžena Rošického, Praag 19.000 toeschouwers Arbiter: Claus Bo Larsen Voorronde UEFA Champions League | Stanislav Vlček 22' Ladislav Volesák 76' Stanislav Vlček 86' |               | 33' Luis Suárez 44' Urby Emanuelson 88' Jaap Stam | Maarten Stekelenburg, Jurgen Colin, Urby Emanuelson, Jaap Stam, Thomas Vermaelen, Laurent Delorge, Gabri, John Heitinga, Kennedy Bakırcıoğlu, Klaas-Jan Huntelaar, Luis Suárez Wisselspelers Ajax: Dennis Gentenaar, Gregory van der Wiel, Robbert Schilder, Mitchell Donald, Jan Vertonghen, Dennis Rommedahl, Ismael Urzaíz Wissels Ajax: 58' Urby Emanuelson Jan Vertonghen 65' Kennedy Bakırcıoğlu Dennis Rommedahl 78' Gabri Ismael Urzaíz |

#### UEFA Cup 2007/2008

##### Eerste ronde
|                                                                                                | |                                     | | |
| donderdag 20 september 2007, 19:30 uur                                                         | Dinamo Zagreb                                                                                          | 0 - 1 (0 - 0)                       | Ajax | Opstelling Ajax: |
| Maksimir Stadion, Zagreb 30.000 toeschouwers Arbiter: Stephane Lannoy Eerste Ronde UEFA Cup    | Ognjen Vukojevic 19'                                                                                   |                                     | 57' Hedwiges Maduro 62' Dennis Rommedahl                                                                                                   | Maarten Stekelenburg, John Heitinga, Jaap Stam, Gregory van der Wiel, Urby Emanuelson, Gabri, Hedwiges Maduro, George Ogararu, Klaas-Jan Huntelaar, Dennis Rommedahl Wisselspelers Ajax: Dennis Gentenaar, Jan Vertonghen, Mitchell Donald, Siem de Jong, Ismael Urzaíz, Luis Suárez, Albert Luque Wissels Ajax: 78' Dennis Rommedahl Luis Suárez 84' Klaas-Jan Huntelaar Albert Luque                                                         |
|                                                                                                | |                                     | | |
| donderdag 4 oktober 2007, 19:30 uur                                                            | Ajax                                                                                                   | 2 - 3 (0 - 1) verlies na verlenging | Dinamo Zagreb | Opstelling Ajax: |
| Amsterdam ArenA, Amsterdam 44.678 toeschouwers Arbiter: Mark Clattenburg Eerste Ronde UEFA Cup | Luis Suaréz 43' John Heitinga 56' George Ogararu 84' Klaas-Jan Huntelaar 101' Klaas-Jan Huntelaar 119' |                                     | 33' (pen.) Luka Modrić 39' Josip Tadić 45' Nikola Pokrivac 62' Gordon Schildenfeld 75' Luka Modrić 93' Mario Mandzukic 96' Mario Mandzukic | Maarten Stekelenburg, Jurgen Colin, Urby Emanuelson, John Heitinga, Jaap Stam, Gregory van der Wiel, Gabri, Hedwiges Maduro, Klaas-Jan Huntelaar, Dennis Rommedahl, Luis Suárez Wisselspelers Ajax: Dennis Gentenaar, Jan Vertonghen, Siem de Jong, Robbert Schilder, Ismael Urzaíz, Laurent Delorge, George Ogararu Wissels Ajax: 32' Jurgen Colin Laurent Delorge 60' Gregory van der Wiel George Ogararu 104' Hedwiges Maduro Imsael Urzaíz |

#### Mohammed Bin Rashid International Football Championship Dubai 2008
| | |                               | | |
| zaterdag 5 januari 2008, 18:00 uur                                                                               | Internazionale | 2 - 2 (1 - 1)                 | Ajax | Opstelling Ajax: |
| Al Wasl Stadium, Dubai - toeschouwers Arbiter: Ali Hamad Mohammed Bin Rashid International Football Championship | Julio Ricardo Cruz 16' Julio Ricardo Cruz 68' Strafschoppenserie Julio Ricardo Cruz Daniele Pedrelli Cristian Chivu Nicolás Burdisso | Internazionale w.n.s. (3 - 2) | 18' Kenneth Pérez 54' John Heitinga 63' (pen.) John Heitinga Strafschoppenserie Jan-Arie van der Heijden Luis Suárez Siem de Jong Kennedy Bakırcıoğlu John Heitinga | Maarten Stekelenburg, George Ogararu, John Heitinga, Hedwiges Maduro, Jan Vertonghen, Mitchell Donald, Kenneth Pérez, Edgar Davids, Kennedy Bakırcıoğlu, Klaas-Jan Huntelaar, Luis Suárez Wisselspelers Ajax: Dennis Gentenaar, Jurgen Colin, Albert Luque, Ismael Urzaíz, Urby Emanuelson, Siem de Jong, Robbert Schilder, Leonardo, Dennis Rommedahl, Jan-Arie van der Heijden Wissels Ajax: 33' Edgar Davids Urby Emanuelson 46' Kenneth Pérez Dennis Rommedahl 46' Klaas-Jan Huntelaar Leonardo 46' Mitchell Donald Robbert Schilder 53' Robbert Schilder Jan-Arie van der Heijden |
| | |                               | | |
| maandag 7 januari 2008, 15:00 uur                                                                                | VfB Stuttgart | 1 - 0 (0 - 0)                 | Ajax | Opstelling Ajax: |
| Al Wasl Stadium, Dubai - toeschouwers Arbiter: - Mohammed Bin Rashid International Football Championship         | Alexander Farnerud 88' |                               | 7' Hedwiges Maduro | Dennis Gentenaar, Urby Emanuelson, Hedwiges Maduro, Jurgen Colin, Kennedy Bakırcıoğlu, Edgar Davids, Jan-Arie van der Heijden, Siem de Jong, Albert Luque, Ismael Urzaíz, Leonardo Wisselspelers Ajax: Erik Heijblok, Mitchell Donald, Kenneth Pérez, Klaas-Jan Huntelaar, Dennis Rommedahl, Luis Suárez, George Ogararu Wissels Ajax: 46' Edgar Davids Mitchell Donald 56' Leonardo Kenneth Pérez 59' Ismael Urzaíz Luis Suárez 59' Albert Luque Dennis Rommedahl 59' Kennedy Bakırcıoğlu Klaas-Jan Huntelaar 84' Mitchell Donald George Ogararu                                      |

#### Eredivisie 2007/2008
|                                                                                                 | |               | | |
| zondag 19 augustus 2007, 12:30 uur                                                              | De Graafschap | 1 - 8 (0 - 2) | Ajax | Opstelling Ajax: |
| De Vijverberg, Doetinchem 11.000 toeschouwers Arbiter: Pieter Vink Speelronde 1 Eredivisie      | Resit Schuurman 13' Donny de Groot 72'                                                                                 |               | 17' Gabri 36' Klaas-Jan Huntelaar 42' Luis Suárez 55' Hedwiges Maduro 59' Hedwiges Maduro 61' Kennedy Bakırcıoğlu 61' Klaas-Jan Huntelaar 90' Klaas-Jan Huntelaar 91' Klaas-Jan Huntelaar | Maarten Stekelenburg, Jurgen Colin, Urby Emanuelson, Jaap Stam, Thomas Vermaelen, Gabri, John Heitinga, Robbert Schilder, Kennedy Bakırcıoğlu, Klaas-Jan Huntelaar, Luis Suárez Wisselspelers Ajax: Dennis Gentenaar, Gregory van der Wiel, Jeffrey Sarpong, Ismael Urzaíz, Hedwiges Maduro, Laurent Delorge, Dennis Rommedahl Wissels Ajax: 46' Robbert Schilder Hedwiges Maduro 69' Thomas Vermaelen Laurent Delorge 73' Urby Emanuelson Dennis Rommedahl |
|                                                                                                 | |               | | |
| zondag 26 augustus 2007, 14:30 uur                                                              | Ajax | 4 - 1 (2 - 1) | Sc Heerenveen | Opstelling Ajax: |
| Amsterdam ArenA, Amsterdam 48.988 toeschouwers Arbiter: Dick Jol Speelronde 2 Eredivisie        | John Heitinga 33' Luis Suárez 44' 'Thomas Vermaelen 45' Robbert Schilder 52' Luis Suárez 57' Thomas Vermaelen 81'      |               | 21' Gianni Zuiverloon 27' Miralem Sulejmani | Maarten Stekelenburg, Jurgen Colin, Urby Emanuelson, Jaap Stam, Thomas Vermaelen, Laurent Delorge, John Heitinga, Hedwiges Maduro, Kennedy Bakırcıoğlu, Klaas-Jan Huntelaar, Luis Suárez Wisselspelers Ajax: Dennis Gentenaar, Vurnon Anita, Jeffrey Sarpong, Mitchell Donald, Robbert Schilder, Dennis Rommedahl, Ismael Urzaíz Wissels Ajax: 46' Hedwiges Maduro Robbert Schilder 58' Luis Suárez Dennis Rommedahl 68' Kennedy Bakırcıoğlu Ismael Urzaíz  |
|                                                                                                 | |               | | |
| zondag 2 september 2007, 14:30 uur                                                              | Ajax | 2 - 2 (1 - 1) | FC Groningen | Opstelling Ajax: |
| Amsterdam ArenA, Amsterdam 47.445 toeschouwers Arbiter: Kevin Blom Speelronde 3 Eredivisie      | Luis Suárez 33' Klaas-Jan Huntelaar 83' Jaap Stam 90'                                                                  |               | 36' Marcus Berg 60' Marcus Berg 75' Paul Matthijs 88' Martijn Meerdink | Maarten Stekelenburg, Urby Emanuelson, John Heitinga, Jaap Stam, Thomas Vermaelen, Gabri, Albert Luque, Hedwiges Maduro, Kennedy Bakırcıoğlu, Klaas-Jan Huntelaar, Luis Suárez Wisselspelers Ajax: Dennis Gentenaar, Jurgen Colin, Gregroy van der Wiel, Robbert Schilder, Dennis Rommedahl, Jan Vertonghen, Ismael Urzaíz Wissels Ajax: 46' Hedwiges Maduro Jan Vertonghen 46' Kennedy Bakırcıoğlu Dennis Rommedahl 71' Albert Luque Ismael Urzaíz         |
|                                                                                                 | |               | | |
| zaterdag 15 september 2007, 20:00 uur                                                           | Heracles Almelo | 0 - 1 (0 - 0) | Ajax | Opstelling Ajax: |
| Polman Stadion, Almelo 8.500 toeschouwers Arbiter: Roelof Luinge Speelronde 4 Eredivisie        | Srdjan Lakic 89' |               | 41' Urby Emanuelson 76' Klaas-Jan Huntelaar 89' Gabri | Maarten Stekelenburg, Urby Emanuelson, George Ogararu, Jaap Stam, Thomas Vermaelen, Gabri, John Heitinga, Jan Vertonghen, Klaas-Jan Huntelaar, Albert Luque, Luis Suárez Wisselspelers Ajax: Dennis Gentenaar, Gregory van der Wiel, Mitchell Donald, Ismael Urzaíz, Jurgen Colin, Dennis Rommedahl, Hedwiges Maduro Wissels Ajax: 46' George Ogararu Jurgen Colin 55' Luis Suárez Dennis Rommedahl 69' Jaap Stam Hedwiges Maduro                           |
|                                                                                                 | |               | | |
| zondag 30 september 2007, 14:30 uur                                                             | Ajax | 6 - 1 (4 - 1) | VVV-Venlo | Opstelling Ajax: |
| Amsterdam ArenA, Amsterdam 49.126 toeschouwers Arbiter: Tom van Sichem Speelronde 4 Eredivisie  | Albert Luque 16' Albert Luque 19' Hedwiges Maduro 27' Dennis Rommedahl 32' Laurent Delorge 77' Klaas-Jan Huntelaar 89' |               | 4' Karim Soltani 6' Nordin Amrabat 75' Edwin Linssen 79' Ekrem Kahya | Maarten Stekelenburg, Jurgen Colin, John Heitinga, George Ogararu, Gregory van der Wiel, Urby Emanuelson, Gabri, Hedwiges Maduro, Klaas-Jan Huntelaar, Albert Luque, Luis Suárez Wisselspelers Ajax: Dennis Gentenaar, Jan Vertonghen, Mitchell Donald, Ismael Urzaíz, Dennis Rommedahl, Laurent Delorge, Robbert Schilder Wissels Ajax: 22' Albert Luque Rommedahl ('67) Gabri Laurent Delorge 78' Luis Suárez Robbert Schilder                            |
|                                                                                                 | |               | | |
| zondag 7 oktober 2007, 12:30 uur                                                                | Sparta Rotterdam | 2 - 2 (0 - 0) | Ajax | Opstelling Ajax: |
| Het Kasteel, Rotterdam 11.000 toeschouwers Arbiter: Dick Jol Speelronde 5 Eredivisie            | Arne Slot 36' Charles Dissels 52' Edwin van Bueren 65' Sepp De Roover 80'                                              |               | 48' Gabri 68' Klaas-Jan Huntelaar 85' Ismael Urzaíz 90' Siem de Jong | Maarten Stekelenburg, Urby Emanuelson, John Heitinga, George Ogararu, Jaap Stam, Laurent Delorge, Gabri, Robbert Schilder, Klaas-Jan Huntelaar, Dennis Rommedahl, Luis Suárez Wisselspelers Ajax: Dennis Gentenaar, Jurgen Colin, Gregory van der Wiel, Mitchell Donald, Siem de Jong, Ismael Urzaíz, Jan Vertonghen Wissels Ajax: 66' Robbert Schilder Ismael Urzaíz 71' Gabri Jan Vertonghen 84' Luis Suárez Siem de Jong                                 |
|                                                                                                 | |               | | |
| zaterdag 20 oktober 2007, 19:30 uur                                                             | Ajax | 0 - 0 (0 - 0) | N.E.C. | Opstelling Ajax: |
| Amsterdam ArenA, Amsterdam 48.123 toeschouwers Arbiter: Jack van Hulten Speelronde 6 Eredivisie | John Heitinga 13' |               | 15' Dominique Kivuvu 66' Jonas Olsson | Maarten Stekelenburg, Urby Emanuelson, John Heitinga, George Ogararu, Jaap Stam, Gabri, Hedwiges Maduro, Jan Vertonghen, Klaas-Jan Huntelaar, Albert Luque, Dennis Rommedahl Wisselspelers Ajax: Dennis Gentenaar, Jurgen Colin, Robbert Schilder, Mitchell Donald, Imsael Urzaíz, Gregory van der Wiel, Luis Suárez Wissels Ajax: 46' Maarten Stekelenburg Dennis Gentenaar 46' Jaap Stam Gregory van der Wiel 55' Dennis Rommedahl Luis Suárez            |
|                                                                                                 | |               | | |
| zondag 28 oktober 2007, 12:30 uur                                                               | FC Utrecht | 0 - 1 (0 - 0) | Ajax | Opstelling Ajax: |
| Stadion Galgenwaard, Utrecht 23.300 toeschouwers Arbiter: Ben Haverkort Speelronde 7 Eredivisie | Erik Pieters 21' Gregoor van Dijk 75'                                                                                  |               | 15' Gabri 20' John Heitinga 68' Klaas-Jan Huntelaar 83' Hedwiges Maduro | Dennis Gentenaar, Urby Emanuelson, John Heitinga, George Ogararu, Gregory van der Wiel, Siem de Jong, Gabri, Hedwiges Maduro, Klaas-Jan Huntelaar, Dennis Rommedahl, Luis Suárez Wisselspelers Ajax: Erik Heijblok, Jurgen Colin, Robbert Schilder, Imsael Urzaíz, Jan Vertonghen, Albert Luque, Kennedy Bakırcıoğlu Wissels Ajax: 27' Urby Emanuelson Jan Vertonghen 63' Dennis Rommedahl Albert Luque 86' Luis Suárez Kennedy Bakırcıoğlu                 |

|                        |                                                         |               |                                                             | |
| zondag 4 november 2007 | Ajax                                                    | 4 - 2 (2 - 1) | Roda JC                                                     | Amsterdam ArenA, Amsterdam, 14.30 uur Scheidsrechter: Dick Jol 48.621 toeschouwers Opstelling Ajax: Stekelenburg, Heitinga, Ogararu, Van der Wiel, Vertonghen, De Jong, Maduro, Schilder, Huntelaar, Luque, Suárez Wisselspelers Ajax: Gentenaar, Colin, Bakırcıoğlu, Donald, Urzaiz, Van der Heijden, Rommedahl Wisselspelers ingebracht: ('66) Schilder Van der Heijden ('75) Luque Rommedahl |
| zondag 4 november 2007 | Huntelaar ('22) Suárez('42) Luque ('47) Rommedahl ('90) |               | ('30) Lamah ('38) Lamah ('48) Cissé ('76) Hadouir ('79) Kah | Amsterdam ArenA, Amsterdam, 14.30 uur Scheidsrechter: Dick Jol 48.621 toeschouwers Opstelling Ajax: Stekelenburg, Heitinga, Ogararu, Van der Wiel, Vertonghen, De Jong, Maduro, Schilder, Huntelaar, Luque, Suárez Wisselspelers Ajax: Gentenaar, Colin, Bakırcıoğlu, Donald, Urzaiz, Van der Heijden, Rommedahl Wisselspelers ingebracht: ('66) Schilder Van der Heijden ('75) Luque Rommedahl |

|                         |                                                                                         |               |                                                                                         | |
| zondag 11 november 2007 | Feyenoord                                                                               | 2 - 2 (1 - 0) | Ajax                                                                                    | Stadion Feijenoord, Rotterdam, 12.30 uur Scheidsrechter: Frank de Bleeckere 42.500 toeschouwers Opstelling Ajax: Stekelenburg, Heitinga, Ogararu, Van der Wiel, Vertonghen, Emanuelson, Gabri, Maduro, Huntelaar, Luque, Suárez Wisselspelers Ajax: Gentenaar, Colin, Schilder, Urzaiz, Bakırcıoğlu, Rommedahl, De Jong Wisselspelers ingebracht: ('46) Luque Rommedahl ('46) Suárez Bakırcıoğlu ('64) Van der Wiel De Jong |
| zondag 11 november 2007 | Van Bronckhorst ('11) De Guzman ('22) Van Bronckhorst ('28) Sahin ('29) De Guzman ('74) |               | ('13) Vertonghen ('16) Suárez ('52) Rommedahl ('67) De Jong ('74) Heitinga ('74) Maduro | Stadion Feijenoord, Rotterdam, 12.30 uur Scheidsrechter: Frank de Bleeckere 42.500 toeschouwers Opstelling Ajax: Stekelenburg, Heitinga, Ogararu, Van der Wiel, Vertonghen, Emanuelson, Gabri, Maduro, Huntelaar, Luque, Suárez Wisselspelers Ajax: Gentenaar, Colin, Schilder, Urzaiz, Bakırcıoğlu, Rommedahl, De Jong Wisselspelers ingebracht: ('46) Luque Rommedahl ('46) Suárez Bakırcıoğlu ('64) Van der Wiel De Jong |

|                         |                                                                   |               |                                                | |
| zondag 25 november 2007 | Ajax                                                              | 4 - 1 (3 - 1) | Vitesse                                        | Amsterdam ArenA, Amsterdam, 14.30 uur Scheidsrechter: Jan Wegereef 49.566 toeschouwers Opstelling Ajax: Stekelenburg, Emanuelson, Heitinga, Ogararu, Vertonghen, De Jong, Gabri, Maduro, Huntelaar, Luque, Suárez Wisselspelers Ajax: Gentenaar, Colin, Bakırcıoğlu, Urzaiz, Schilder, Donald, Rommedahl Wisselspelers ingebracht: ('46) Gabri Schilder ('58) Maduro Donald ('76) Suárez Rommedahl |
| zondag 25 november 2007 | Suárez ('17) Maduro ('18) Gabri ('27) Luque ('44) Huntelaar ('82) |               | ('13) Yakubu ('44) Van der Schaaf ('45) Junker | Amsterdam ArenA, Amsterdam, 14.30 uur Scheidsrechter: Jan Wegereef 49.566 toeschouwers Opstelling Ajax: Stekelenburg, Emanuelson, Heitinga, Ogararu, Vertonghen, De Jong, Gabri, Maduro, Huntelaar, Luque, Suárez Wisselspelers Ajax: Gentenaar, Colin, Bakırcıoğlu, Urzaiz, Schilder, Donald, Rommedahl Wisselspelers ingebracht: ('46) Gabri Schilder ('58) Maduro Donald ('76) Suárez Rommedahl |

|                        |                                 |               |                                                | |
| zondag 2 december 2007 | Ajax                            | 1 - 3 (0 - 1) | NAC Breda                                      | Amsterdam ArenA, Amsterdam, 14.30 uur Scheidsrechter: Kevin Blom 47.588 toeschouwers Opstelling Ajax: Stekelenburg, Emanuelson, Heitinga, Ogararu, Vertonghen, De Jong, Gabri, Maduro, Huntelaar, Luque, Suárez Wisselspelers Ajax: Gentenaar, Colin, Van der Heijden, Krohn-Dehli, Schilder, Rommedahl, Bakırcıoğlu Wisselspelers ingebracht: ('58) De Jong Rommedahl ('76) Huntelaar Bakırcıoğlu |
| zondag 2 december 2007 | Huntelaar ('76) Huntelaar ('90) |               | ('25 / e.d.) Vertonghen ('69) Amoah ('88) Ammi | Amsterdam ArenA, Amsterdam, 14.30 uur Scheidsrechter: Kevin Blom 47.588 toeschouwers Opstelling Ajax: Stekelenburg, Emanuelson, Heitinga, Ogararu, Vertonghen, De Jong, Gabri, Maduro, Huntelaar, Luque, Suárez Wisselspelers Ajax: Gentenaar, Colin, Van der Heijden, Krohn-Dehli, Schilder, Rommedahl, Bakırcıoğlu Wisselspelers ingebracht: ('58) De Jong Rommedahl ('76) Huntelaar Bakırcıoğlu |

|                           |                                           |               |                                                                                 | |
| zaterdag 8 december, 2007 | Willem II                                 | 2 - 3 (1 - 3) | Ajax                                                                            | Willem II Stadion, Tilburg, 19.30 uur Scheidsrechter: Jack van Hulten 14044 toeschouwers Opstelling Ajax: Stekelenburg, Emanuelson, Heitinga, Vertonghen, Bakırcıoğlu, De Jong, Gabri, Maduro, Huntelaar, Rommedahl, Suárez Wisselspelers Ajax: Gentenaar, Ogararu, Urzaiz, Luque, Colin, Krohn-Dehli, Schilder Wisselspelers ingebracht: ('45) Gabri Colin ('75) De Jong Krohn-Dehli ('86) Bakırcıoğlu Schilder |
| zaterdag 8 december, 2007 | Bobson ('6) Messoudi ('74) Swinkels ('75) |               | ('2) Bakırcıoğlu ('29) Suárez ('34) Emanuelson ('46) Vertonghen ('90) Huntelaar | Willem II Stadion, Tilburg, 19.30 uur Scheidsrechter: Jack van Hulten 14044 toeschouwers Opstelling Ajax: Stekelenburg, Emanuelson, Heitinga, Vertonghen, Bakırcıoğlu, De Jong, Gabri, Maduro, Huntelaar, Rommedahl, Suárez Wisselspelers Ajax: Gentenaar, Ogararu, Urzaiz, Luque, Colin, Krohn-Dehli, Schilder Wisselspelers ingebracht: ('45) Gabri Colin ('75) De Jong Krohn-Dehli ('86) Bakırcıoğlu Schilder |

|                          |                                               |               |                                        | |
| zondag 23 december, 2007 | Excelsior                                     | 2 - 1 (1 - 0) | Ajax                                   | Stadion Woudestein, Rotterdam, 12.30 uur Scheidsrechter: Bas Nijhuis 3500 toeschouwers Opstelling Ajax: Stekelenburg, Colin, Heitinga, Vertonghen, Gabri, Maduro, Bakırcıoğlu, Emanuelson, Rommedahl, Huntelaar, Suárez Wisselspelers Ajax: Gentenaar, Wormgoor, Schilder, Urzaiz, Van der Heijden, Luque, De Jong Wisselspelers ingebracht: ('46) Colin Van der Heijden ('62) Bakırcıoğlu Luque ('84) Maduro De Jong |
| zondag 23 december, 2007 | Piqué ('1) Den Ouden ('49) Van Steensel ('70) |               | ('51) Maduro ('63) Maduro ('86) Suárez | Stadion Woudestein, Rotterdam, 12.30 uur Scheidsrechter: Bas Nijhuis 3500 toeschouwers Opstelling Ajax: Stekelenburg, Colin, Heitinga, Vertonghen, Gabri, Maduro, Bakırcıoğlu, Emanuelson, Rommedahl, Huntelaar, Suárez Wisselspelers Ajax: Gentenaar, Wormgoor, Schilder, Urzaiz, Van der Heijden, Luque, De Jong Wisselspelers ingebracht: ('46) Colin Van der Heijden ('62) Bakırcıoğlu Luque ('84) Maduro De Jong |

|                             |                                                     |               |                                                              | |
| donderdag 27 december, 2007 | Ajax                                                | 2 - 2 (1 - 0) | FC Twente                                                    | Amsterdam ArenA, Amsterdam, 20.15 uur Scheidsrechter: Roelof Luinge 50.523 toeschouwers Opstelling Ajax: Stekelenburg, Ogararu, Heitinga, Vertonghen, Emanuelson, Gabri, Bakırcıoğlu, De Jong, Rommedahl, Huntelaar, Suárez Wisselspelers Ajax: Gentenaar, Colin, Van der Heijden, Donald, Urzaiz, Schilder, Luque Wisselspelers ingebracht: ('84) Bakırcıoğlu Schilder ('89) Suárez Luque |
| donderdag 27 december, 2007 | Huntelaar ('31) Suárez ('47) Braafheid ('76 / e.d.) |               | ('60) Huysegems ('67) Huysegems ('83) Arnautovic ('90) Nkufo | Amsterdam ArenA, Amsterdam, 20.15 uur Scheidsrechter: Roelof Luinge 50.523 toeschouwers Opstelling Ajax: Stekelenburg, Ogararu, Heitinga, Vertonghen, Emanuelson, Gabri, Bakırcıoğlu, De Jong, Rommedahl, Huntelaar, Suárez Wisselspelers Ajax: Gentenaar, Colin, Van der Heijden, Donald, Urzaiz, Schilder, Luque Wisselspelers ingebracht: ('84) Bakırcıoğlu Schilder ('89) Suárez Luque |

|                          |                                          |               |                                                                                      | |
| zondag 30 december, 2007 | VVV                                      | 2 - 2 (0 - 1) | Ajax                                                                                 | Seacon Stadion De Koel, Venlo, 12.30 uur Scheidsrechter: Björn Kuipers 6000 toeschouwers Opstelling Ajax: Stekelenburg, Ogararu, Heitinga, Vertonghen, Emanuelson, Gabri, Bakırcıoğlu, De Jong, Rommedahl, Huntelaar, Suárez Wisselspelers Ajax: Gentenaar, Donald, Schilder, Urzaiz, Maduro, Luque, Colin Wisselspelers ingebracht: ('33) Bakırcıoğlu Maduro ('62) Rommedahl Luque ('88) Huntelaar Colin |
| zondag 30 december, 2007 | Ofrany ('57) Calabro ('86) Calabro ('88) |               | ('37) Suárez ('44) Gabri ('47) Huntelaar ('74) Ogararu ('77) Huntelaar ('86) Ogararu | Seacon Stadion De Koel, Venlo, 12.30 uur Scheidsrechter: Björn Kuipers 6000 toeschouwers Opstelling Ajax: Stekelenburg, Ogararu, Heitinga, Vertonghen, Emanuelson, Gabri, Bakırcıoğlu, De Jong, Rommedahl, Huntelaar, Suárez Wisselspelers Ajax: Gentenaar, Donald, Schilder, Urzaiz, Maduro, Luque, Colin Wisselspelers ingebracht: ('33) Bakırcıoğlu Maduro ('62) Rommedahl Luque ('88) Huntelaar Colin |

|                         | |               |                                                          | |
| zondag 13 januari, 2008 | Ajax | 6 - 1 (2 - 1) | AZ                                                       | Amsterdam ArenA, Amsterdam, 14.30 uur Scheidsrechter: Roelof Luinge 50.639 toeschouwers Opstelling Ajax: Stekelenburg, De Jong, Heitinga, Emanuelson, Vertonghen, Davids, Gabri, Pérez, Bakırcıoğlu, Huntelaar, Suárez Wisselspelers Ajax: Gentenaar, Maduro, Rommedahl, Luque, Colin, Leonardo, Donald Wisselspelers ingebracht: ('46) De Jong Colin ('69) Davids Leonardo ('82) Pérez Donald |
| zondag 13 januari, 2008 | Vertonghen ('23) Heitinga ('33) Pérez ('43 / pen.) Stekelenburg ('55) Huntelaar ('61) Vertonghen ('64) Colin ('65) Bakırcıoğlu ('67) Leonardo ('87) Huntelaar ('89) |               | ('5) Ari ('8) El Hamdaoui ('42) De Zeeuw ('55) Augustien | Amsterdam ArenA, Amsterdam, 14.30 uur Scheidsrechter: Roelof Luinge 50.639 toeschouwers Opstelling Ajax: Stekelenburg, De Jong, Heitinga, Emanuelson, Vertonghen, Davids, Gabri, Pérez, Bakırcıoğlu, Huntelaar, Suárez Wisselspelers Ajax: Gentenaar, Maduro, Rommedahl, Luque, Colin, Leonardo, Donald Wisselspelers ingebracht: ('46) De Jong Colin ('69) Davids Leonardo ('82) Pérez Donald |

|                         |                              |               |                             | |
| zondag 20 januari, 2008 | N.E.C.                       | 1 - 1 (1 - 0) | Ajax                        | McDOS Goffertstadion, Nijmegen, 12.30 uur Scheidsrechter: Dick Jol 12.400 toeschouwers Opstelling Ajax: Stekelenburg, Colin, Emanuelson, Ogararu, Vertonghen, Davids, Gabri, Pérez, Bakırcıoğlu, Huntelaar, Suárez Wisselspelers Ajax: Gentenaar, Van der Heijden, Wormgoor, Luque, De Jong, Rommedahl, Leonardo Wisselspelers ingebracht: ('46) Ogararu De Jong ('46) Bakırcıoğlu Rommedahl ('61) Davids Leonardo |
| zondag 20 januari, 2008 | Lens ('16) Nalbantoğlu ('30) |               | ('74) Huntelaar ('88) Gabri | McDOS Goffertstadion, Nijmegen, 12.30 uur Scheidsrechter: Dick Jol 12.400 toeschouwers Opstelling Ajax: Stekelenburg, Colin, Emanuelson, Ogararu, Vertonghen, Davids, Gabri, Pérez, Bakırcıoğlu, Huntelaar, Suárez Wisselspelers Ajax: Gentenaar, Van der Heijden, Wormgoor, Luque, De Jong, Rommedahl, Leonardo Wisselspelers ingebracht: ('46) Ogararu De Jong ('46) Bakırcıoğlu Rommedahl ('61) Davids Leonardo |

|                           |                                                                          |               |                                                                       | |
| woensdag 23 januari, 2008 | Ajax                                                                     | 2 - 0 (0 - 0) | FC Utrecht                                                            | Amsterdam ArenA, Amsterdam, 19.30 uur Scheidsrechter: Pieter Vink 45.537 toeschouwers Opstelling Ajax: Stekelenburg, Colin, Heitinga, Vertonghen, Emanuelson, De Jong, Pérez, Davids, Rommedahl, Huntelaar, Suárez Wisselspelers Ajax: Gentenaar, Vermaelen, Bakırcıoğlu, Luque, Leonardo, Ogararu, Schilder Wisselspelers ingebracht: ('72) Suárez Leonardo ('74) Emanuelson Vermaelen |
| woensdag 23 januari, 2008 | De Jong ('23) Pérez ('64) Huntelaar ('68) Heitinga ('77) Vermaelen ('86) |               | ('20) Somers ('47) Keller ('49) Cornelisse ('71) Keller ('83) Pieters | Amsterdam ArenA, Amsterdam, 19.30 uur Scheidsrechter: Pieter Vink 45.537 toeschouwers Opstelling Ajax: Stekelenburg, Colin, Heitinga, Vertonghen, Emanuelson, De Jong, Pérez, Davids, Rommedahl, Huntelaar, Suárez Wisselspelers Ajax: Gentenaar, Vermaelen, Bakırcıoğlu, Luque, Leonardo, Ogararu, Schilder Wisselspelers ingebracht: ('72) Suárez Leonardo ('74) Emanuelson Vermaelen |

|                         |                                                                           |               |                                            | |
| zondag 27 januari, 2008 | Vitesse                                                                   | 2 - 2 (1 - 0) | Ajax                                       | GelreDome, Arnhem, 12.30 uur Scheidsrechter: Eric Braamhaar 22.700 toeschouwers Opstelling Ajax: Stekelenburg, Silva, Heitinga, Vertonghen, Emanuelson, Gabri, Pérez, Davids, Rommedahl, Huntelaar, Suárez Wisselspelers Ajax: Gentenaar, Vermaelen, Bakırcıoğlu, Luque, Leonardo, Colin, De Jong Wisselspelers ingebracht: ('46) Vertonghen Vermaelen ('66) Suárez Leonardo ('68) Davids De Jong |
| zondag 27 januari, 2008 | Junker ('8) Van der Schaaf ('17) Takak ('24) Sprockel ('25) Gommans ('55) |               | ('40) Davids ('46) Emanuelson ('50) Suárez | GelreDome, Arnhem, 12.30 uur Scheidsrechter: Eric Braamhaar 22.700 toeschouwers Opstelling Ajax: Stekelenburg, Silva, Heitinga, Vertonghen, Emanuelson, Gabri, Pérez, Davids, Rommedahl, Huntelaar, Suárez Wisselspelers Ajax: Gentenaar, Vermaelen, Bakırcıoğlu, Luque, Leonardo, Colin, De Jong Wisselspelers ingebracht: ('46) Vertonghen Vermaelen ('66) Suárez Leonardo ('68) Davids De Jong |

|                           |              |               |                                                         | |
| woensdag 30 januari, 2007 | Ajax         | 0 - 2 (0 - 1) | PSV                                                     | Amsterdam ArenA, Amsterdam, 20.45 uur Scheidsrechter: Jan Wegereef 49.822 toeschouwers Opstelling Ajax: Stekelenburg, Silva, Heitinga, Vermaelen, Gabri, Davids, Pérez, Vertonghen, Rommedahl, Huntelaar, Suárez Wisselspelers Ajax: Gentenaar, Colin, De Jong, Lindgren, Bakırcıoğlu, Luque, Emanuelson Wisselspelers ingebracht: ('60) Rommedahl Bakırcıoğlu ('67) Vermaelen Emanuelson ('76) Pérez Luque |
| woensdag 30 januari, 2007 | Davids ('93) |               | ('37) Lazovic ('41) Dzsudzsák ('73) Bakkal ('80) Mendéz | Amsterdam ArenA, Amsterdam, 20.45 uur Scheidsrechter: Jan Wegereef 49.822 toeschouwers Opstelling Ajax: Stekelenburg, Silva, Heitinga, Vermaelen, Gabri, Davids, Pérez, Vertonghen, Rommedahl, Huntelaar, Suárez Wisselspelers Ajax: Gentenaar, Colin, De Jong, Lindgren, Bakırcıoğlu, Luque, Emanuelson Wisselspelers ingebracht: ('60) Rommedahl Bakırcıoğlu ('67) Vermaelen Emanuelson ('76) Pérez Luque |

|                         |                                                                          |               |                                          | |
| zondag 3 februari, 2008 | Ajax                                                                     | 3 - 0 (2 - 0) | Feyenoord                                | Amsterdam ArenA, Amsterdam, 12.30 uur Scheidsrechter: Jack van Hulten 49.893 toeschouwers Opstelling Ajax: Stekelenburg, Silva, Heitinga, Vermaelen, Vertonghen, Gabri, Pérez, Lindgren, Bakırcıoğlu, Huntelaar, Suárez Wisselspelers Ajax: Gentenaar, Emanuelson, Luque, Leonardo, Rommedahl, Colin, De Jong Wisselspelers ingebracht: ('46) Suárez Rommedahl ('76) Bakırcıoğlu Luque ('91) Gabri Colin |
| zondag 3 februari, 2008 | Heitinga ('8) Lindgren ('11) Huntelaar ('45) Luque ('80) Huntelaar ('91) |               | ('23) Hofland ('59) Slory ('89) Landzaat | Amsterdam ArenA, Amsterdam, 12.30 uur Scheidsrechter: Jack van Hulten 49.893 toeschouwers Opstelling Ajax: Stekelenburg, Silva, Heitinga, Vermaelen, Vertonghen, Gabri, Pérez, Lindgren, Bakırcıoğlu, Huntelaar, Suárez Wisselspelers Ajax: Gentenaar, Emanuelson, Luque, Leonardo, Rommedahl, Colin, De Jong Wisselspelers ingebracht: ('46) Suárez Rommedahl ('76) Bakırcıoğlu Luque ('91) Gabri Colin |

|                          |                                                 |               |                                               | |
| zondag 10 februari, 2008 | Roda JC                                         | 2 - 1 (1 - 1) | Ajax                                          | Parkstad Limburg Stadion, Kerkrade, 12.30 uur Scheidsrechter: Serge Gumienny 17.800 toeschouwers Opstelling Ajax: Stekelenburg, Silva, Heitinga, Vermaelen, Vertonghen, Gabri, Pérez, Lindgren, De Jong, Bakırcıoğlu, Huntelaar Wisselspelers Ajax: Gentenaar, Emanuelson, Luque, Suárez, Rommedahl, Ogararu, Colin Wisselspelers ingebracht: ('46) Pérez Suárez ('46) Bakırcıoğlu Rommedahl ('73) Lindgren Emanuelson |
| zondag 10 februari, 2008 | Lamah ('21) Wau ('49) Hadouir ('79) Bodor ('92) |               | ('32) Pérez ('32) Bakırcıoğlu ('38) Huntelaar | Parkstad Limburg Stadion, Kerkrade, 12.30 uur Scheidsrechter: Serge Gumienny 17.800 toeschouwers Opstelling Ajax: Stekelenburg, Silva, Heitinga, Vermaelen, Vertonghen, Gabri, Pérez, Lindgren, De Jong, Bakırcıoğlu, Huntelaar Wisselspelers Ajax: Gentenaar, Emanuelson, Luque, Suárez, Rommedahl, Ogararu, Colin Wisselspelers ingebracht: ('46) Pérez Suárez ('46) Bakırcıoğlu Rommedahl ('73) Lindgren Emanuelson |

|                           |                                                                                      |               |                           | |
| vrijdag 15 februari, 2008 | Ajax                                                                                 | 6 - 2 (5 - 1) | Sparta                    | Amsterdam ArenA, Amsterdam, 20.30 uur Scheidsrechter: Bas Nijhuis 49.260 toeschouwers Opstelling Ajax: Stekelenburg, Silva, Heitinga, Vermaelen, Vertonghen, Gabri, Pérez, Lindgren, Rommedahl, Luque, Huntelaar Wisselspelers Ajax: Gentenaar, Emanuelson, Bakırcıoğlu, Davids, Suárez, Ogararu, De Jong Wisselspelers ingebracht: ('46) Stekelenburg Gentenaar ('51) Vermaelen Emanuelson ('74) Luque Suárez |
| vrijdag 15 februari, 2008 | Heitinga ('14) Huntelaar ('29) Lindgren ('31) Heitinga ('39) Pérez ('40) Pérez ('81) |               | ('34) Roberts ('82) Emnes | Amsterdam ArenA, Amsterdam, 20.30 uur Scheidsrechter: Bas Nijhuis 49.260 toeschouwers Opstelling Ajax: Stekelenburg, Silva, Heitinga, Vermaelen, Vertonghen, Gabri, Pérez, Lindgren, Rommedahl, Luque, Huntelaar Wisselspelers Ajax: Gentenaar, Emanuelson, Bakırcıoğlu, Davids, Suárez, Ogararu, De Jong Wisselspelers ingebracht: ('46) Stekelenburg Gentenaar ('51) Vermaelen Emanuelson ('74) Luque Suárez |

|                          |                                         |               |                                                                                      | |
| zondag 24 februari, 2008 | NAC                                     | 2 - 3 (0 - 1) | Ajax                                                                                 | Rat Verlegh Stadion, Breda, 12.30 uur Scheidsrechter: Roelof Luinge 16.500 toeschouwers Opstelling Ajax: Stekelenburg, Silva, Heitinga, Vermaelen, Vertonghen, Gabri, Pérez, Davids, Emanuelson, Rommedahl, Huntelaar Wisselspelers Ajax: Gentenaar, Kuffour, Luque, Leonardo, Suárez, Ogararu, De Jong Wisselspelers ingebracht: ('67) Pérez De Jong ('67) Rommedahl Suárez |
| zondag 24 februari, 2008 | Amoah ('50) Penders ('58) Penders ('71) |               | ('21) Huntelaar ('43) Gabri ('71) Suárez ('76) Emanuelson ('77) Silva ('81) Heitinga | Rat Verlegh Stadion, Breda, 12.30 uur Scheidsrechter: Roelof Luinge 16.500 toeschouwers Opstelling Ajax: Stekelenburg, Silva, Heitinga, Vermaelen, Vertonghen, Gabri, Pérez, Davids, Emanuelson, Rommedahl, Huntelaar Wisselspelers Ajax: Gentenaar, Kuffour, Luque, Leonardo, Suárez, Ogararu, De Jong Wisselspelers ingebracht: ('67) Pérez De Jong ('67) Rommedahl Suárez |

|                      |                                                                               |               |               | |
| zondag 2 maart, 2008 | Ajax                                                                          | 4 - 0 (2 - 0) | Excelsior     | Amsterdam ArenA, Amsterdam, 14.30 uur Scheidsrechter: Björn Kuipers 49.313 toeschouwers Opstelling Ajax: Stekelenburg, Ogararu, Heitinga, Vermaelen, Vertonghen, Gabri, De Jong, Davids, Emanuelson, Bakırcıoğlu, Huntelaar Wisselspelers Ajax: Gentenaar, Kuffour, Urzaiz, Leonardo, Rommedahl, Lindgren, Sarpong Wisselspelers ingebracht: ('46) Bakırcıoğlu Leonardo ('60) Heitinga Kuffour ('70) Gabri Lindgren |
| zondag 2 maart, 2008 | Huntelaar ('26) Huntelaar ('40) Emanuelson ('54) Kuffour ('76) Leonardo ('85) |               | ('25) Bandjar | Amsterdam ArenA, Amsterdam, 14.30 uur Scheidsrechter: Björn Kuipers 49.313 toeschouwers Opstelling Ajax: Stekelenburg, Ogararu, Heitinga, Vermaelen, Vertonghen, Gabri, De Jong, Davids, Emanuelson, Bakırcıoğlu, Huntelaar Wisselspelers Ajax: Gentenaar, Kuffour, Urzaiz, Leonardo, Rommedahl, Lindgren, Sarpong Wisselspelers ingebracht: ('46) Bakırcıoğlu Leonardo ('60) Heitinga Kuffour ('70) Gabri Lindgren |

|                       |                                                        |               |                              | |
| zondag 16 maart, 2008 | Ajax                                                   | 4 - 1 (2 - 1) | Willem II                    | Amsterdam ArenA, Amsterdam, 14.30 uur Scheidsrechter: Kevin Blom 49.918 toeschouwers Opstelling Ajax: Stekelenburg, Silva, Heitinga, Vermaelen, Vertonghen, Gabri, De Jong, Davids, Suárez, Huntelaar, Emanuelson Wisselspelers Ajax: Gentenaar, Kuffour, Leonardo, Pérez, Rommedahl, Ogararu, Lindgren Wisselspelers ingebracht: ('12) Gabri Pérez ('64) Davids Lindgren ('71) De Jong Rommedahl |
| zondag 16 maart, 2008 | Huntelaar ('29) Suárez ('45) Suárez ('51) Suárez ('89) |               | ('18) Demouge ('45) Swinkels | Amsterdam ArenA, Amsterdam, 14.30 uur Scheidsrechter: Kevin Blom 49.918 toeschouwers Opstelling Ajax: Stekelenburg, Silva, Heitinga, Vermaelen, Vertonghen, Gabri, De Jong, Davids, Suárez, Huntelaar, Emanuelson Wisselspelers Ajax: Gentenaar, Kuffour, Leonardo, Pérez, Rommedahl, Ogararu, Lindgren Wisselspelers ingebracht: ('12) Gabri Pérez ('64) Davids Lindgren ('71) De Jong Rommedahl |

|                         |     |                                |      | |
| woensdag 19 maart, 2008 | PSV | 0 - 0 (0 - 0)                  | Ajax | Philips Stadion, Eindhoven, 20.45 uur Scheidsrechter: Eric Braamhaar 35.000 toeschouwers Opstelling Ajax: Gentenaar, Silva, Heitinga, Vermaelen, Vertonghen, Lindgren, Davids, Huntelaar, Emanuelson, Suárez, Leonardo Wisselspelers Ajax: Van Duin, Kuffour, Bakırcıoğlu, Rommedahl, Ogararu, Sarpong, Pérez Wisselspelers ingebracht: ('73) Suárez Pérez ('73) Leonardo Rommedahl |
| woensdag 19 maart, 2008 |     | ('79) Emanuelson ('82)Heitinga |      | Philips Stadion, Eindhoven, 20.45 uur Scheidsrechter: Eric Braamhaar 35.000 toeschouwers Opstelling Ajax: Gentenaar, Silva, Heitinga, Vermaelen, Vertonghen, Lindgren, Davids, Huntelaar, Emanuelson, Suárez, Leonardo Wisselspelers Ajax: Van Duin, Kuffour, Bakırcıoğlu, Rommedahl, Ogararu, Sarpong, Pérez Wisselspelers ingebracht: ('73) Suárez Pérez ('73) Leonardo Rommedahl |

|                       |                                                                     |               |                                                                  | |
| zondag 23 maart, 2008 | FC Twente                                                           | 2 - 1 (0 - 0) | Ajax                                                             | Arke Stadion, Enschede, 14.30 uur Scheidsrechter: Jack van Hulten 13.250 toeschouwers Opstelling Ajax: Gentenaar, Silva, Heitinga, Vermaelen, Vertonghen, Lindgren, De Jong, Davids, Suárez, Huntelaar, Emanuelson Wisselspelers Ajax: Van Duin, Ogararu, Pérez, Kuffour, Leonardo, Bakırcıoğlu, Rommedahl Wisselspelers ingebracht: ('46) Davids Leonardo ('68) De Jong Ogararu ('79) Vertonghen Pérez |
| zondag 23 maart, 2008 | El Ahmadi ('14) Wilkshire ('71) Elia ('84) Heubach ('90) Elia ('92) |               | ('36) Silva ('63 / e.d.) Douglas ('68) Vertonghen ('75) Lindgren | Arke Stadion, Enschede, 14.30 uur Scheidsrechter: Jack van Hulten 13.250 toeschouwers Opstelling Ajax: Gentenaar, Silva, Heitinga, Vermaelen, Vertonghen, Lindgren, De Jong, Davids, Suárez, Huntelaar, Emanuelson Wisselspelers Ajax: Van Duin, Ogararu, Pérez, Kuffour, Leonardo, Bakırcıoğlu, Rommedahl Wisselspelers ingebracht: ('46) Davids Leonardo ('68) De Jong Ogararu ('79) Vertonghen Pérez |

|                         |                                                                               |               | | |
| zaterdag 29 maart, 2008 | SC Heerenveen                                                                 | 2 - 4 (0 - 1) | Ajax | Abe Lenstra Stadion, Heerenveen, 19.30 uur Scheidsrechter: Pieter Vink 25.000 toeschouwers Opstelling Ajax: Stekelenburg, Heitinga, Silva, Vermaelen, Vertonghen, Lindgren, Pérez, Davids, Rommedahl, Huntelaar, Suárez Wisselspelers Ajax: Gentenaar, Emanuelson, Kuffour, Bakırcıoğlu, Leonardo, Ogararu, Sarpong Wisselspelers ingebracht: ('72) Pérez Sarpong ('87) Vermaelen Kuffour ('89) Rommedahl Bakırcıoğlu |
| zaterdag 29 maart, 2008 | Grindheim ('35) Dingsdag ('39) Zuiverloon ('54) Sulejmani ('59) Pranjic ('91) |               | ('31) Silva ('31) Davids ('45) Suárez ('55 / pen.) Pérez ('61) Huntelaar ('61) Vertonghen ('89) Huntelaar | Abe Lenstra Stadion, Heerenveen, 19.30 uur Scheidsrechter: Pieter Vink 25.000 toeschouwers Opstelling Ajax: Stekelenburg, Heitinga, Silva, Vermaelen, Vertonghen, Lindgren, Pérez, Davids, Rommedahl, Huntelaar, Suárez Wisselspelers Ajax: Gentenaar, Emanuelson, Kuffour, Bakırcıoğlu, Leonardo, Ogararu, Sarpong Wisselspelers ingebracht: ('72) Pérez Sarpong ('87) Vermaelen Kuffour ('89) Rommedahl Bakırcıoğlu |

|                      |                                                           |               |                  | |
| zondag 6 april, 2008 | Ajax                                                      | 4 - 1 (3 - 1) | De Graafschap    | Amsterdam ArenA, Amsterdam, 14.30 uur Scheidsrechter: Bas Nijhuis 50.057 toeschouwers Opstelling Ajax: Stekelenburg, Heitinga, Ogararu, Vermaelen, Vertonghen, Davids, Lindgren, Pérez, Emanuelson, Huntelaar, Suárez Wisselspelers Ajax: Gentenaar, Sarpong, Bakırcıoğlu, Kuffour, Colin, Leonardo, De Jong Wisselspelers ingebracht: ('64) Vermaelen Leonardo ('73) Vertonghen Colin ('81) Davids De Jong |
| zondag 6 april, 2008 | Huntelaar ('4) Huntelaar ('9) Huntelaar ('41) Pérez ('63) |               | ('32) Tarvajärvi | Amsterdam ArenA, Amsterdam, 14.30 uur Scheidsrechter: Bas Nijhuis 50.057 toeschouwers Opstelling Ajax: Stekelenburg, Heitinga, Ogararu, Vermaelen, Vertonghen, Davids, Lindgren, Pérez, Emanuelson, Huntelaar, Suárez Wisselspelers Ajax: Gentenaar, Sarpong, Bakırcıoğlu, Kuffour, Colin, Leonardo, De Jong Wisselspelers ingebracht: ('64) Vermaelen Leonardo ('73) Vertonghen Colin ('81) Davids De Jong |

|                         |                                           |               |                                         | |
| woensdag 16 april, 2008 | FC Groningen                              | 1 - 2 (1 - 1) | Ajax                                    | Euroborg, Groningen, 19.30 uur Scheidsrechter: Eric Braamhaar 19.011 toeschouwers Opstelling Ajax: Stekelenburg, Silva, Heitinga, Vermaelen, Vertonghen, Lindgren, Pérez, Davids, Suárez, Huntelaar, Emanuelson Wisselspelers Ajax: Gentenaar, Kuffour, Gabri, Urzaiz, Rommedahl, Ogararu, De Jong Wisselspelers ingebracht: ('27) Vermaelen Rommedahl ('61) Pérez De Jong |
| woensdag 16 april, 2008 | Cahais ('45 + 1) Powel ('51) Sankoh ('71) |               | ('18) Lindgren ('45) Silva ('66) Suárez | Euroborg, Groningen, 19.30 uur Scheidsrechter: Eric Braamhaar 19.011 toeschouwers Opstelling Ajax: Stekelenburg, Silva, Heitinga, Vermaelen, Vertonghen, Lindgren, Pérez, Davids, Suárez, Huntelaar, Emanuelson Wisselspelers Ajax: Gentenaar, Kuffour, Gabri, Urzaiz, Rommedahl, Ogararu, De Jong Wisselspelers ingebracht: ('27) Vermaelen Rommedahl ('61) Pérez De Jong |

|                       |                                                                    |               |                                                                                | |
| zondag 20 april, 2008 | Ajax                                                               | 5 - 1 (3 - 0) | Heracles Almelo                                                                | Amsterdam ArenA, Amsterdam, 14.30 uur Scheidsrechter: Roelof Luinge 50.139 toeschouwers Opstelling Ajax: Stekelenburg, Emanuelson, Vertonghen, Heitinga, Silva, Davids, Pérez, Lindgren, Gabri, Huntelaar, Suárez Wisselspelers Ajax: Gentenaar, Kuffour, Bakırcıoğlu, Urzaiz, Rommedahl, Ogararu, De Jong Wisselspelers ingebracht: ('46) Lindgren Rommedahl ('64) Gabri de Jong ('83) Pérez Bakırcıoğlu |
| zondag 20 april, 2008 | Suárez ('4) Pérez ('18) Huntelaar ('29) Pérez ('73) Heitinga ('79) |               | ('33) Michalke ('35) Ouedraogo ('50) Schilder ('52) García-García ('54) Klavan | Amsterdam ArenA, Amsterdam, 14.30 uur Scheidsrechter: Roelof Luinge 50.139 toeschouwers Opstelling Ajax: Stekelenburg, Emanuelson, Vertonghen, Heitinga, Silva, Davids, Pérez, Lindgren, Gabri, Huntelaar, Suárez Wisselspelers Ajax: Gentenaar, Kuffour, Bakırcıoğlu, Urzaiz, Rommedahl, Ogararu, De Jong Wisselspelers ingebracht: ('46) Lindgren Rommedahl ('64) Gabri de Jong ('83) Pérez Bakırcıoğlu |

#### Play-offs voorronde UEFA Champions League 2008/2009
|                                                                                                  | |               | | |  |  |  |  |  |
| donderdag 1 mei 2008, 14:30 uur                                                                  | Sc Heerenveen                                                                                                   | 1 - 2 (0 - 0) | Ajax | Opstelling Ajax: |  |  |  |  |  |
| Abe Lenstra Stadion, Heerenveen 23.000 toeschouwers Arbiter: Eric Braamhaar Eredivisie Play Offs | Gerald Sibon 71'                                                                                                |               | 24' John Heitinga 61' Luis Suárez 76' John Heitinga                                                         | Maarten Stekelenburg, Bruno Silva, John Heitinga, Rasmus Lindgren, Urby Emanuelson, Gabri, Kenneth Pérez, Edgar Davids, Dennis Rommedahl, Klaas-Jan Huntelaar, Luis Suárez Wisselspelers Ajax: Dennis Gentenaar, Samuel Kuffour, Kennedy Bakırcıoğlu, Ismael Urzaíz, George Ogararu, Jeffrey Sarpong, Siem de Jong Wissels Ajax: 56' Edgar Davids Siem de Jong 81' Dennis Rommedahl Jeffrey Sarpong 86' Luis Suárez Kennedy Bakırcıoğlu             |  |  |  |  |  |
| maandag 5 mei 2008, 20:15 uur                                                                    | Ajax | 3 - 1 (1 - 0) | Sc Heerenveen                                                                                               | Opstelling Ajax: |  |  |  |  |  |
| Amsterdam ArenA, Amsterdam 49.144 toeschouwers Arbiter: Dick van Egmond Eredivisie Play Offs     | Jan Vertonghen 45' Kenneth Pérez pen. / 45' Dennis Rommedahl 48' Kenneth Pérez 55' Urby Emanuelson 67'          |               | 4' Michel Breuer 9' Michael Bradley 38' Michael Bradley 45' Rob van Dijk 63' Danijel Pranjic                | Maarten Stekelenburg, Bruno Silva, John Heitinga, Jan Vertonghen, Urby Emanuelson, Gabri, Kenneth Pérez, Ramsus Lindgren, Luis Suárez, Klaas-Jan Huntelaar, Jeffrey Sarpong Wisselspelers Ajax: Dennis Gentenaar, Samuel Kuffour, Kennedy Bakırcıoğlu, Ismael Urzaíz, Dennis Rommedahl, George Ogararu, Siem de Jong Wissels Ajax: 40' Luis Suárez Dennis Rommedahl 46' Maarten Stekelenburg Dennis Gentenaar 68' Kenneth Pérez Kennedy Bakırcıoğlu |  |  |  |  |  |
|                                                                                                  | |               | | |  |  |  |  |  |
| zaterdag 10 mei 2008, 19:40 uur                                                                  | FC Twente | 2 - 1 (0 - 1) | Ajax | Opstelling Ajax: |  |  |  |  |  |
| Univé Stadion, Emmen 8.000 toeschouwers Arbiter: Ben Haverkort Eredivisie Play Offs              | Luke Wilkshire 17' Romano Denneboom 50' Douglas 54' Blaise Nkufo pen. / 66' Blaise Nkufo 77' Youssouf Hersi 88' |               | 24' Jan Vertonghen 32' Luis Suárez 39' Klaas-Jan Huntelaar 44' Luis Suárez 81' Bruno Silva 88' Edgar Davids | Maarten Stekelenburg, Bruno Silva, John Heitinga, Rasmus Lindgren, Jan Vertonghen, Gabri, Kenneth Pérez, Edgar Davids, Luis Suárez, Klaas-Jan Huntelaar, Urby Emanuelson Wisselspelers Ajax: Dennis Gentenaar, Jeffrey Sarpong, Kennedy Bakırcıoğlu, Ismael Urzaíz, George Ogararu, Dennis Rommedahl, Siem de Jong Wissels Ajax: 66' Urby Emanuelson Dennis Rommedahl 73' Kenneth Pérez Kennedy Bakırcıoğlu                                         |  |  |  |  |  |
|                                                                                                  | |               | | |  |  |  |  |  |
| zondag 18 mei 2008, 14:30 uur                                                                    | Ajax | 0 - 0 (0 - 0) | FC Twente                                                                                                   | Opstelling Ajax: |  |  |  |  |  |
| Amsterdam ArenA, Amsterdam 44.500 toeschouwers Arbiter: Pieter Vink Eredivisie Play Offs         | Luis Suárez 32'                                                                                                 |               | 32' Edson Braafheid 42' Karim El Ahmadi 88' Youssouf Hersi                                                  | Maarten Stekelenburg, Bruno Silva, John Heitinga, Rasmus Lindgren, Donovan Slijngard, Gabri, Kenneth Pérez, Edgar Davids, Luis Suárez, Klaas-Jan Huntelaar, Jeffrey Sarpong Wisselspelers Ajax: Dennis Gentenaar, Kennedy Bakırcıoğlu, Ismael Urzaíz, Dennis Rommedahl, George Ogararu, Siem de Jong, Vito Wormgoor Wissels Ajax: 67' Jeffrey Sarpong Dennis Rommedahl 75' Kenneth Pérez Ismael Urzaíz 75' Edgar Davids Siem de Jong                |  |  |  |  |  |

## Statistieken Ajax 2007/2008

#### Stand Ajax In Eredivisie
| Stand | Gespeeld | Gewonnen | Gelijk | Verloren | Punten | Doelpunten voor | Doelpunten tegen | Gele kaarten | Rode kaarten |
| 3*    | 34       | 20       | 9      | 5        | 69     | 84              | 45               | 60           | 2            |
| ----- | -------- | -------- | ------ | -------- | ------ | --------------- | ---------------- | ------------ | ------------ |

* Ajax eindigde als tweede in de reguliere competitie, maar kwam na de play-offs op de derde plaats.

#### Punten Per Speelronde
| Speelronde | 1 | 2 | 3 | 4 | 5 | 6 | 7 | 8 | 9 | 10 | 11 | 12 | 13 | 14 | 15 | 16 | 17 | 18 | 19 | 20 | 21 | 22 | 23 | 24 | 25 | 26 | 27 | 28 | 29 | 30 | 31 | 32 | 33 | 34 |
| Punten     | 3 | 3 | 1 | 3 | 3 | 3 | 1 | 1 | 3 | 3  | 1  | 3  | 0  | 3  | 0  | 0  | 1  | 1  | 3  | 1  | 3  | 1  | 3  | 0  | 3  | 3  | 3  | 3  | 1  | 0  | 3  | 3  | 3  | 3  |
| ---------- | - | - | - | - | - | - | - | - | - | -- | -- | -- | -- | -- | -- | -- | -- | -- | -- | -- | -- | -- | -- | -- | -- | -- | -- | -- | -- | -- | -- | -- | -- | -- |

#### Statistieken Overall Seizoen 2007/2008
- In dit overzicht zijn alle statistieken van alle gespeelde wedstrijden in het seizoen 2007-2008 verwerkt.

|                          | Vriendschappelijk | LG Amsterdam Tournament | Johan Cruijff Schaal | KNVB Beker | UEFA Champions League | UEFA Cup | Mohammed Bin Rashid International Football Championship Dubai | Afscheidswedstrijd Jaap Stam | Eredivisie | Play-Offs Voorronde UEFA Champions League | Totaal |
| ------------------------ | ----------------- | ----------------------- | -------------------- | ---------- | --------------------- | -------- | ------------------------------------------------------------- | ---------------------------- | ---------- | ----------------------------------------- | ------ |
| Wedstrijden              | 7                 | 2                       | 1                    | 3          | 2                     | 2        | 2                                                             | 0                            | 34         | 4                                         | 57     |
| Gewonnen                 | 5                 | 1                       | 1                    | 2          | 0                     | 1        | 0                                                             | 0                            | 20         | 2                                         | 32     |
| Gelijk                   | 1                 | 0                       | 0                    | 0          | 0                     | 0        | 0                                                             | 0                            | 9          | 1                                         | 11     |
| Verloren                 | 1                 | 1                       | 0                    | 1          | 2                     | 1        | 2                                                             | 0                            | 5          | 1                                         | 14     |
| Thuis                    | 0                 | 2                       | 1                    | 1          | 1                     | 1        | 0                                                             | 0                            | 17         | 2                                         | 25     |
| Uit                      | 7                 | 0                       | 0                    | 2          | 1                     | 1        | 2                                                             | 0                            | 17         | 2                                         | 32     |
| Gele kaarten             | 2                 | 2                       | 2                    | 2          | 5                     | 4        | 1                                                             | 0                            | 60         | 9                                         | 87     |
| Rode kaarten             | 0                 | 1                       | 0                    | 0          | 0                     | 0        | 1                                                             | 0                            | 2          | 0                                         | 4      |
| 2 × geel in 1 wedstrijd  | 0                 | 0                       | 0                    | 0          | 0                     | 0        | 0                                                             | 0                            | 1          | 0                                         | 1      |
| Aantal wissels toegepast | 33                | 3                       | 3                    | 3          | 9                     | 5        | 5                                                             | 11                           | 95         | 11                                        | 175    |
| Doelpunten voor          | 27                | 2                       | 1                    | 7          | 1                     | 3        | 4                                                             | 0                            | 94         | 6                                         | 143    |
| Doelpunten tegen         | 3                 | 1                       | 0                    | 6          | 3                     | 3        | 6                                                             | 0                            | 45         | 4                                         | 81     |
| Doelsaldo                | +24               | +1                      | +1                   | +1         | -2                    | +0       | -2                                                            | 0                            | +45        | +2                                        | +62    |
| De nul gehouden          | 5                 | 1                       | 1                    | 0          | 0                     | 1        | 0                                                             | 0                            | 7          | 1                                         | 16     |
| Strafschoppen voor       | 1                 | 0                       | 0                    | 0          | 0                     | 0        | 0                                                             | 3                            | 2          | 1                                         | 7      |
| Strafschoppen tegen      | 0                 | 0                       | 0                    | 0          | 0                     | 0        | 1                                                             | 3                            | 0          | 1                                         | 5      |

## Prijzen 2007/2008
|        | LG Amsterdam Tournament                      | Johan Cruijff Schaal | KNVB beker                                  | UEFA Champions League                           | UEFA Cup                                            | Mohammed Bin Rashid International Football Championship Dubai | Eredivisie               | Play-Offs Voorronde UEFA Champions League                |
| ------ | -------------------------------------------- | -------------------- | ------------------------------------------- | ----------------------------------------------- | --------------------------------------------------- | ------------------------------------------------------------- | ------------------------ | -------------------------------------------------------- |
| Status | Verliezend finalist, verloren van Arsenal FC | Winnaar              | In de achtste finale uitgeschakeld door NAC | Uitgeschakeld in de voorronde door Slavia Praag | Uitgeschakeld in de eerste ronde door Dinamo Zagreb | Vierde                                                        | Tweede na 34 wedstrijden | Verliezer 2e ronde, kwalificatie voor UEFA Cup 2008/2009 |

- John Heitinga werd op het LG Amsterdam Tournament uitgeroepen tot 'Man van het Toernooi'.
- Klaas-Jan Huntelaar is met 33 doelpunten topscorer van de erdivisie geworden.
- Maarten Stekelenburg is door de Supportersvereniging Ajax uitgeroepen tot 'Ajacied van het Jaar'.
- Jan Vertonghen is door de Supportersvereniging Ajax uitgeroepen tot 'Talent van het Jaar'.
- John Heitinga is door de Telegraaf uitgeroepen tot 'Voetballer van het Jaar'.
- Klaas-Jan Huntelaar heeft bij de Europese Topscorerslijst de 'Bronzen Schoen' gewonnen.

## Bestuur en directie 2007/2008
|  | Functie              | Nationaliteit      | Naam                        | Functie                 | Nationaliteit      | Naam           |
|  | -------------------- | ------------------ | --------------------------- | ----------------------- | ------------------ | -------------- |
|  | Voorzitter AFC Ajax  | Vlag van Nederland | Uri Coronel                 | Penningmeester AFC Ajax | Vlag van Nederland | Joop Krant     |
|  | Financieel Directeur | Vlag van Nederland | Jeroen Slop                 | Bestuurslid AFC Ajax    | Vlag van Nederland | Cor van Eijden |
|  | Algemeen Directeur   | Vlag van Nederland | Henri van der Aat (interim) | Commissaris             | -                  | -              |
|  | Technisch Directeur  | Vlag van Nederland | -                           | Commissaris             | Vlag van Indonesië | Frank Eijken   |

## Technische staf 2007/2008
|  | Functie                                 | Nationaliteit      | Naam               |  | Functie                   | Nationaliteit      | Naam               |
|  | --------------------------------------- | ------------------ | ------------------ |  | ------------------------- | ------------------ | ------------------ |
|  | Hoofdtrainer (interim, sinds 8 oktober) | Vlag van Nederland | Adrie Koster       |  | Hoofd Fysiotherapie       | Vlag van Nederland | Pim van Dord       |
|  | Assistent-trainer                       | Vlag van Nederland | Hennie Spijkerman  |  | Fysioloog                 | Vlag van Nederland | Jos Geysel         |
|  | Assistent-trainer                       | Vlag van Nederland | Alfons Groenendijk |  | Fysiotherapeut A-selectie | Vlag van Nederland | Ricardo de Sanders |
|  | Keeperstrainer                          | Vlag van Nederland | Carlo l'Ami        |  | Fysiotherapeut A-selectie | Vlag van Nederland | Frank van Deursen  |
|  | Teammanager                             | Vlag van Nederland | David Endt         |  | Pedicure / Masseur        | Vlag van Nederland | Rob Koster         |
|  | Hoofd Medische Staf / Clubarts          | Vlag van Nederland | Edwin Goedhart     |  | Conditie / Hersteltrainer | Vlag van Nederland | René Wormhoudt     |

## Selectie 2007/2008
|    | Nationaliteit                             | Naam                     | Contract tot medio | Geboortedatum     | Geboorteplaats (land van herkomst) | Vorige club (land)                   | Debuut Ajax (debuutwedstrijd)            | Eerste officiële doelpunt Ajax (wedstrijd) |
| -- | ----------------------------------------- | ------------------------ | ------------------ | ----------------- | ---------------------------------- | ------------------------------------ | ---------------------------------------- | ------------------------------------------ |
|    |                                           | Doelverdediging          |                    |                   |                                    |                                      |                                          |                                            |
| 1  | Vlag van Nederland                        | Maarten Stekelenburg     | 2012               | 22 september 1982 | Haarlem (Nederland)                | Ajax-jeugd (Nederland)               | 31 maart 2002 (Vitesse - Ajax)           | -                                          |
| 30 | Vlag van Nederland                        | Dennis Gentenaar         | 2009               | 30 september 1975 | Nijmegen (Nederland)               | Borussia Dortmund (Duitsland)        | 20 september 2006 (Jong RKC - Ajax)      | -                                          |
| 12 | Vlag van Nederland                        | Erik Heijblok            | 2008               | 29 juni 1977      | Den Oever (Nederland)              | HFC Haarlem (Nederland)              | 26 september 2007 (Kozakken Boys - Ajax) | -                                          |
|    |                                           | Verdediging              |                    |                   |                                    |                                      |                                          |                                            |
| 2  | Vlag van Nederland                        | John Heitinga            | 2011               | 15 november 1983  | Alphen aan den Rijn (Nederland)    | Ajax-jeugd (Nederland)               | 26 augustus 2001 (Feyenoord - Ajax)      | 9 november 2003 (ADO den Haag - Ajax)      |
| 4  | Vlag van België                           | Thomas Vermaelen         | 2012               | 14 november 1985  | Kapellen (België)                  | Ajax-jeugd (Nederland)               | 15 februari 2004 (FC Volendam - Ajax)    | 22 december 2005 (FC Eindhoven - Ajax)     |
| 5  | Vlag van Nederland                        | Urby Emanuelson          | 2011               | 16 juni 1986      | Amsterdam (Nederland)              | Ajax-jeugd (Nederland)               | 24 februari 2005 (AJ Auxerre - Ajax)     | 22 januari 2006 (FC Twente - Ajax)         |
| 20 | Vlag van Roemenië                         | George Ogararu           | 2010               | 3 februari 1980   | Boekarest (Roemenië)               | Steaua Boekarest (Roemenië)          | 13 augustus 2006 (PSV - Ajax)            | -                                          |
| 25 | Vlag van Nederland                        | Gregory van der Wiel     | 2011               | 3 februari 1988   | Amsterdam (Nederland)              | Ajax-jeugd (Nederland)               | 11 maart 2007 (FC Twente - Ajax)         | -                                          |
| 31 | Vlag van Nederland                        | Jurgen Colin             | 2010               | 20 januari 1981   | Utrecht (Nederland)                | Norwich City (Groot-Brittannië)      | 11 augustus 2007 (Ajax - PSV)            | -                                          |
| 3  | Vlag van Uruguay                          | Bruno Silva              | 2012               | 29 maart 1980     | Melo (Uruguay)                     | FC Groningen (Nederland)             | 27 januari 2008 (Vitesse - Ajax)         | -                                          |
| 6  | Vlag van Ghana                            | Samuel Kuffour           | 2008               | 3 september 1976  | Kumasi (Ghana)                     | AS Roma (Italië)                     | 2 maart 2008 (Ajax - Excelsior)          | -                                          |
|    |                                           | Middenveld               |                    |                   |                                    |                                      |                                          |                                            |
| 13 | Vlag van Nederland                        | Edgar Davids             | 2008               | 13 maart 1973     | Paramaribo (Suriname)              | Tottenham Hotspur (Groot-Brittannië) | 8 september 1991 (Ajax - RKC)            | 30 oktober 1991 (Ajax - Willem II)         |
| 37 | Vlag van Nederland                        | Jan-Arie van der Heijden | 2013               | 3 maart 1988      | Schoonhoven (Nederland)            | Ajax-jeugd (Nederland)               | 4 november 2007 (Ajax - Roda JC)         | -                                          |
| 38 | Vlag van Nederland                        | Siem de Jong             | 2013               | 28 januari 1989   | Aigle (Zwitserland)                | Ajax-jeugd (Nederland)               | 26 september 2007 (Kozakken Boys - Ajax) | 7 oktober 2007 (Sparta - Ajax)             |
| 17 | Vlag van België                           | Jan Vertonghen           | 2011               | 24 april 1987     | Sint-Niklaas (België)              | RKC Waalwijk (Nederland)             | 23 augustus 2006 (Ajax - FC Kobenhavn)   | 2 december 2007 (Ajax - NAC)               |
| 18 | Vlag van Spanje                           | Gabri                    | 2010               | 22 juli 1981      | Sallent (Spanje)                   | FC Barcelona (Spanje)                | 9 augustus 2006 (FC Kobenhavn - Ajax)    | 1 oktober 2006 (FC Utrecht - Ajax)         |
| 15 | Vlag van België                           | Laurent Delorge          | 2009               | 21 juli 1979      | Leuven (België)                    | ADO Den Haag (Nederland)             | 19 augustus 2007 (De Graafschap - Ajax)  | 30 september 2007 (Ajax - VVV)             |
| 24 | Vlag van Nederland                        | Mitchell Donald          | 2011               | 10 december 1988  | Nieuw-Vennep (Nederland)           | Ajax-jeugd (Nederland)               | 14 februari 2007 (Werder Bremen - Ajax)  | -                                          |
| 26 | Vlag van Nederland                        | Jeffrey Sarpong          | 2011               | 3 augustus 1988   | Amsterdam (Nederland)              | Ajax-jeugd (Nederland)               | 22 december 2005 (FC Eindhoven - Ajax)   | -                                          |
| 27 | Vlag van Nederlandse Antillen (1986-2010) | Vurnon Anita             | 2011               | 4 april 1989      | Willemstad (Curaçao)               | Ajax-jeugd (Nederland)               | 19 maart 2006 (FC Groningen - Ajax)      | -                                          |
| 28 | Vlag van Denemarken                       | Michael Krohn-Dehli      | 2009               | 6 juni 1983       | Kopenhagen (Denemarken)            | Sparta Rotterdam (Nederland)         | 17 september 2006 (Roda JC - Ajax)       | -                                          |
| 29 | Vlag van Denemarken                       | Kenneth Pérez            | 2009               | 29 augustus 1974  | Kopenhagen (Denemarken)            | PSV (Nederland)                      | 9 augustus 2006 (FC Kobenhavn - Ajax)    | 24 september 2006 (Ajax - N.E.C.)          |
| 23 | Vlag van Zweden                           | Rasmus Lindgren          | 2012               | 29 november 1984  | Landskrona (Zweden)                | FC Groningen (Nederland)             | 13 februari 2005 (NAC - Ajax)            | 15 februari 2008 (Ajax - Sparta)           |
|    |                                           | Aanval                   |                    |                   |                                    |                                      |                                          |                                            |
| 9  | Vlag van Nederland                        | Klaas-Jan Huntelaar      | 2010               | 12 augustus 1983  | Drempt (Nederland)                 | SC Heerenveen (Nederland)            | 15 januari 2006 (Ajax - N.E.C.)          | 2 februari 2006 (SC Heerenveen - Ajax)     |
| 11 | Vlag van Brazilië                         | Leonardo Vitor Santiago  | 2009               | 3 september 1983  | Rio de Janeiro (Brazilië)          | NAC Breda (Nederland)                | 21 januari 2007 (Ajax - FC Utrecht)      | 28 januari 2007 (FC Groningen - Ajax)      |
| 19 | Vlag van Denemarken                       | Dennis Rommedahl         | 2010               | 22 juli 1978      | Kopenhagen (Denemarken)            | Charlton Athletic (Groot-Brittannië) | 11 augustus 2007 (Ajax - PSV)            | 30 september 2007 (Ajax - VVV)             |
| 7  | Vlag van Zweden                           | Kennedy Bakırcıoğlu      | 2011               | 2 november 1980   | Södertälje (Zweden)                | FC Twente (Nederland)                | 11 augustus 2007 (Ajax - PSV)            | 19 augustus 2007 (De Graafschap - Ajax)    |
| 21 | Vlag van Armenië                          | Edgar Manucharian        | 2011               | 19 januari 1987   | Jerevan (Armenië)                  | Pyunik Erevan FC (Armenië)           | 18 september 2005 (AZ - Ajax)            | -                                          |
| #  | Vlag van Roemenië                         | Nicolae Mitea            | 2009               | 24 maart 1985     | Boekarest (Roemenië)               | Dinamo Boekarest (Roemenië)          | 13 september 2003 (Ajax - RKC)           | 5 oktober 2005 (FC Groningen - Ajax)       |
| 8  | Vlag van Spanje                           | Ismael Urzaíz            | 2008               | 7 oktober 1971    | Tudela (Spanje)                    | Athletic de Bilbao (Spanje)          | 15 augustus 2007 (Ajax - Slavia Praag)   | -                                          |
| 16 | Vlag van Uruguay                          | Luis Suárez              | 2012               | 24 januari 1987   | Salto (Uruguay)                    | FC Groningen (Nederland)             | 15 augustus 2005 (Ajax - Slavia Praag)   | 19 augustus 2007 (De Graafschap - Ajax)    |
| 10 | Vlag van Spanje                           | Albert Luque             | 2010               | 11 maart 1978     | Barcelona (Spanje)                 | Newcastle United (Groot-Brittannië)  | 2 september 2007 (Ajax - FC Groningen)   | 30 september 2007 (Ajax - VVV)             |

## Transfers spelers 2007/2008

#### Transferperiode Zomer (1 juli 2007 t/m 31 augustus 2007)

##### Aangetrokken
- De volgende spelers zijn aangetrokken door Ajax.

|                     | Naam                      | Positie      | Contract tot medio | Vorige Club (land)           | Transfersom   |
|                     | Gekocht                   | Gekocht      | Gekocht            | Gekocht                      | Gekocht       |
| ------------------- | ------------------------- | ------------ | ------------------ | ---------------------------- | ------------- |
| Vlag van Zweden     | Kennedy Bakırcıoğlu       | Aanvaller    | 2011               | FC Twente (Nederland)        | € 1.3 miljoen |
| Vlag van Denemarken | Dennis Rommedahl          | Aanvaller    | 2010               | Charlton Athletic (Engeland) | € 1 miljoen   |
| Vlag van Nederland  | Jurgen Colin              | Verdediger   | 2008               | Norwich City (Engeland)      | € 250.000,-   |
| Vlag van Uruguay    | Luis Suárez               | Aanvaller    | 2012               | FC Groningen (Nederland)     | € 7,5 miljoen |
|                     | Transfervrij aangetrokken |              |                    |                              |               |
| Vlag van België     | Laurent Delorge           | Middenvelder | 2009               | ADO Den Haag (Nederland)     |               |
| Vlag van Nederland  | Erik Heijblok             | Doelman      | 2008               | HFC Haarlem (Nederland)      |               |
| Vlag van Spanje     | Ismael Urzaíz             | Aanvaller    | 2008               | Athletic de Bilbao (Spanje)  |               |
| Vlag van Spanje     | Albert Luque              | Aanvaller    | 2010               | Newcastle United (Engeland)  |               |

##### Vertrokken
- De volgende spelers zijn vertrokken bij Ajax.

|                     | Naam                    | Positie      | Nieuwe Club (land)           | Transfersom               |          |
|                     | Verkocht                | Verkocht     | Verkocht                     | Verkocht                  | Verkocht |
| ------------------- | ----------------------- | ------------ | ---------------------------- | ------------------------- | -------- |
| Vlag van Denemarken | Kenneth Pérez           | Middenvelder | PSV (Nederland)              | € 1,8 miljoen             |          |
| Vlag van Nederland  | Ryan Babel              | Aanvaller    | Liverpool FC (Engeland)      | € 17 miljoen              |          |
| Vlag van België     | Tom De Mul              | Aanvaller    | Sevilla FC (Spanje)          | € 4,5 miljoen             |          |
| Vlag van Nederland  | Wesley Sneijder         | Middenvelder | Real Madrid (Spanje)         | € 27 miljoen              |          |
|                     | Transfervrij vertrokken |              |                              |                           |          |
| Vlag van Nederland  | Michael Timisela        | Verdediger   | VVV-Venlo (Nederland)        |                           |          |
| Vlag van Nederland  | Olaf Lindenbergh        | Verdediger   | Sparta Rotterdam (Nederland) |                           |          |
| Vlag van Tsjechië   | Zdenek Grygera          | Verdediger   | Juventus (Italië)            |                           |          |
| Vlag van Spanje     | Roger García            | Middenvelder | Gestopt                      |                           |          |
|                     | Verhuurd                |              |                              |                           |          |
| Vlag van Nederland  | Kenneth Vermeer         | Doelman      | Willem II (Nederland)        | Verhuurd tot 30 juni 2008 |          |
| Vlag van Nederland  | Rydell Poepon           | Aanvaller    | Willem II (Nederland)        | Verhuurd tot 30 juni 2008 |          |

#### Transferperiode Winter (1 januari 2008 t/m 31 januari 2008)

##### Aangetrokken
- De volgende spelers zijn aangetrokken door Ajax.

|                     | Naam            | Positie      | Contract tot medio | Vorige Club (land)       | Transfersom    |
|                     | Gekocht         | Gekocht      | Gekocht            | Gekocht                  | Gekocht        |
| ------------------- | --------------- | ------------ | ------------------ | ------------------------ | -------------- |
| Vlag van Denemarken | Kenneth Pérez   | Middenvelder | 2009               | PSV (Nederland)          | € 1,7 miljoen  |
| Vlag van Uruguay    | Bruno Silva     | Verdediger   | 2012               | FC Groningen (Nederland) | € 3,75 miljoen |
| Vlag van Zweden     | Rasmus Lindgren | Middenvelder | 2012               | FC Groningen (Nederland) | € 2,5 miljoen  |
|                     | Gehuurd         |              |                    |                          |                |
| Vlag van Ghana      | Samuel Kuffour  | Verdediger   | 2008               | AS Roma (Italië)         |                |

##### Vertrokken
- De volgende spelers zijn vertrokken bij Ajax.

|                    | Naam             | Positie      | Nieuwe Club (land)          | Transfersom               |          |
|                    | Verkocht         | Verkocht     | Verkocht                    | Verkocht                  | Verkocht |
| ------------------ | ---------------- | ------------ | --------------------------- | ------------------------- | -------- |
| Vlag van Nederland | Hedwiges Maduro  | Middenvelder | Valencia (Spanje)           | € 3 miljoen               |          |
| Vlag van Nederland | Jaap Stam        | Verdediger   | Gestopt                     |                           |          |
|                    | Verhuurd         |              |                             |                           |          |
| Vlag van Nederland | Robbert Schilder | Middenvelder | Heracles Almelo (Nederland) | Verhuurd tot 30 juni 2008 |          |

Ajax ·
AZ ·
Excelsior ·
Feyenoord ·
De Graafschap ·
FC Groningen ·
sc Heerenveen ·
Heracles Almelo ·
NAC Breda ·
N.E.C. ·
PSV ·
Roda JC ·
Sparta Rotterdam ·
FC Twente ·
FC Utrecht ·
VVV-Venlo ·
Vitesse ·
Willem II
1900—1911 · 1911/12 · 1912—1954 · 1954/55 · 1955/56 · 1956/57 · 1957—1970 · 1970/71 · 1971/72 · 1972—1994 · 1994/95 · 1995—1998 · 1998/99 · 1999/00 · 2000/01 · 2001/02 · 2002/03 · 2003/04 · 2004/05 · 2005/06 · 2006/07 · 2007/08 · 2008/09 · 2009/10 · 2010/11 · 2011/12 · 2012/13 · 2013/14 · 2014/15 · 2015/16 · 2016/17 · 2017/18 · 2018/19 · 2019/20 · 2020/21 · 2021/22 · 2022/23 · 2023/24 · 2024/25